# ناحیه فواره، شهرستان فیلمور، مینه سوتا
ناحیه فواره (به انگلیسی: Fountain Township) یک منطقهٔ مسکونی در ایالات متحده آمریکا است که در شهرستان فیلمور، مینه‌سوتا واقع شده‌است.
 ناحیه فواره ۹۰٫۵ کیلومتر مربع مساحت و ۳۱۶ نفر جمعیت دارد و ۳۸۵ متر بالاتر از سطح دریا واقع شده‌است.